# Mario Maserati
Mario Maserati (1890 - 18 de mayo de 1981) fue un pintor italiano, el único de los hermanos Maserati que no estuvo ligado directamente a la industria del automóvil. Se le atribuye el diseño del tridente que sirve para identificar a los automóviles Maserati.

## Semblanza
Nacido en Voghera, Italia, Mario Maserati era hijo de Rodolfo y de Caterina Losi, siendo el quinto de los hermanos Maserati.
Estudió en el Academia de Bellas Artes de Brera y fue el único de los hermanos Maserati que no estuvo involucrado en el mundo de los motores, los automóviles y las carreras. Sin embargo, probablemente sea el creador del tridente estilizado, una marca de la firma liderada por los hermanos e inspirada en el tridente de la fuente de Neptuno de Bolonia.

En 1969, una de sus exposiciones en Voghera fue inaugurada por el entonces Presidente de la Cámara, Sandro Pertini.

## Véase también

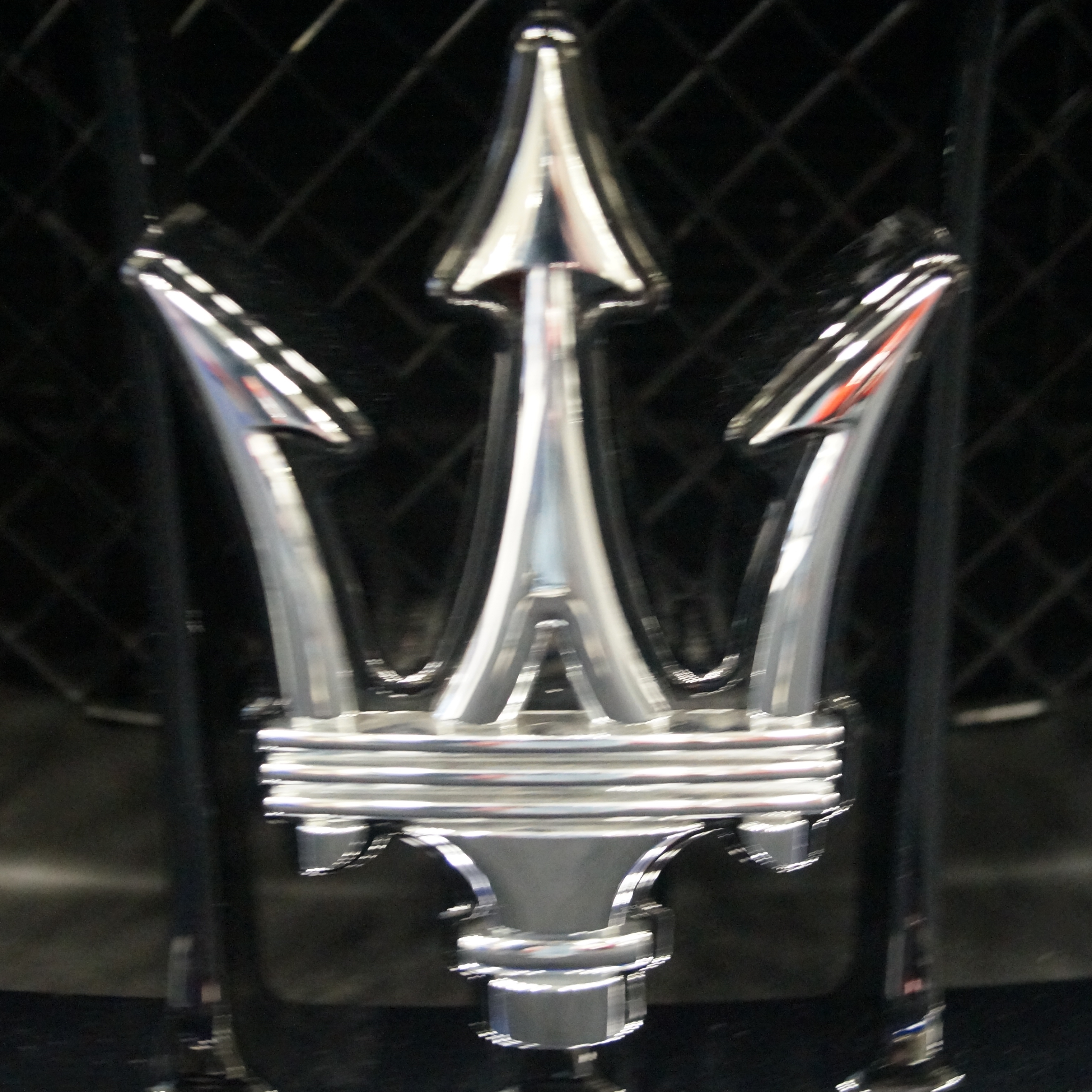
El Tridente de Maserati